# Острвске територије САД
Острвска територија САД (енгл. US insular area) је територија САД која не припада ни једној од 50 држава САД, нити је део Колумбијског дистрикта.
Острвска територија је генерички термин који користи Стејт департмент за било који комонвелт, или слободно приједињену државу, посесију или територију под контролом владе САД. У другом смислу, острвска подручја САД су острвске територије које могу бити депенденције, протекторати или зависне територије, за које није неопходно да буду под директном јурисдикцијом САД, али овај термин искључује области које су јесно дефинисане као делови којима влада друга држава.
Становници острвских територија се сматрају грађанима САД, иако не плаћају федерални порез, не учествују у председничким изборима САД, немају представнике у Конгресу. Ипак, могу да се слободно крећу по целој територији САД без имиграционих рестрикција, а роба која се производи на острвским територијама САД, носи етикету Произведено у САД (енгл. Made in USA).

## Географија
Острва која се сматрају острвским територијама САД:
- На Карибима: 
  - Острво Наваса
  - Порторико
  - Америчка Девичанска Острва
- У Океанији: 
  - Гвам
  - Северна Маријанска Острва
  - Америчка Самоа
  - Прекоморска острва САД: Осим Навасе у Карибима, друга острва су: острва Бејкер, Хауланд и Џарвис, корално острво Џонсон, Гребен Кингмен, острво Мидвеј, корално острво Палмира и острво Вејк.